# کینگ‌دام کام
کینگ‌دام کام (به انگلیسی: Kingdom Come) نام یک گروه هارد راک/هوی متال است که توسط لنی ولف در هامبورگ به سال ۱۹۸۷ تشکیل شد. موسیقی گروه در آثار اولیه بسیار شبیه به بلوز راک گروه لدزپلین است و همین مسئله باعث شده بود تا بسیاری از منتقدان به شدت بر آنان خرده بگیرند. در حال حاضر در گروه هیچ عضو آلمانی حضور ندارد.

## پیشینه
پس از پایان موفقیت‌آمیز پروژه استون فیوری ولف در ۱۹۸۷، ولف کینگ‌دام کام را پایه نهاد. دوست صمیمی او درک شولمن و شرکت نشر Polygram به او اجازه دادند تا آزادنه ترکیب گروه را مشخص کند و مدیریت ضبط را به عهده بگیرد. پس او از نوازنده گیتار اهل پیتسبورگ یعنی دنی استگ دعوت به همکاری کرد. همچنین ریک استیر، نوازنده گیتار، جیمز کوتا، نوازنده درامز و جانی بی فرانک نوازنده گیتار باس نیز به گروه دعوت شدند.
موسیقی گروه در ابتدا بسیار شبیه آثار لدزپلین بود، تا آنجا که عده‌ای در این گمان بودند که کینگ‌دام کام در واقع همان لدزپلین است که دوباره تشکیل شده‌است. برای پایان دادن به این شایعات لنی و شرکت ناشر در ۱۹۸۸ آلبوم ای پی Kingdom Come را منتشر کردند.
اولین آلبوم تک گروه Get It On نام داشت که در ۱۹۸۸ منتشر شد. در ضبط این آلبوم ولف از همکاری باب راک بهره مند شد، خود او همکاری با باب را بسیار لذت بخش تعریف کرده‌است. پس از موفقیت‌های گوناگون در این سال گروه تصمیم به شرکت در فستیوال مانستر آو راک کرد، در این فستیوال گروه‌های چون ون هیلن، اسکورپیونز، متالیکا و داکن حضور داشتند.
در ۱۹۸۹ گروه با همکاری شرکت نشر Polygram آلبوم In Your Face رامنتشر نمود، این آلبوم با فروش خوبی مواجه نشد و همچنین بخاطر شباهت با آثار لدزپلین از منتقدین نقدهای تندی را دریافت نمود و پس از آن گروه از هم پاشید و اعضا، گروه را ترک گفتند و گروه تنها با یک عضو یعنی ولف باقی ماند.
ولف به پیتسبورگ بازگشت و کار بر روی روژه‌های شخصی را آغاز کرد. در ۱۹۹۱ ولف گروه را با ترکیب جدید و متعددی راه انداخت و آلبوم Hands of Time را منتشر نمود. در این آلبوم نقش نوازندگی گیتار باس بر عهده خود ولف است.
در ۱۹۹۳ ولف به آلمان باز می گردد تا گروه را دوباره شکل دهد. گروه تا به امروز با انتشار چندین اثر پابرجا مانده‌است و تنها عضو ثابت گروه همچنان لنی ولف است. در سال ۲۰۰۹ هم آلبوم Magnified توسط گروه منتشر شد، آهنگسازی و اشعار این آلبوم به صورت کامل بوسیله ولف انجام شده‌است.

## آلبوم‌ها

### آلبوم‌های استودیویی
| سال انتشار | نام آلبوم                 |
| ---------- | ------------------------- |
| ۱۹۸۸       | Kingdom Come              |
| ۱۹۸۹       | In Your Face              |
| ۱۹۹۱       | Hands of Time             |
| ۱۹۹۳       | Bad Image                 |
| ۱۹۹۵       | Twilight Cruiser          |
| ۱۹۹۸       | Master Seven              |
| ۱۹۹۸       | Live & Unplugged          |
| ۲۰۰۰       | Too                       |
| ۲۰۰۲       | Independent               |
| ۲۰۰۴       | Perpetual                 |
| ۲۰۰۶       | Ain't Crying For The Moon |
| ۲۰۰۹       | Magnified                 |

### آلبوم‌های تک
| سال انتشار | نام آلبوم           |
| ---------- | ------------------- |
| ۱۹۸۸       | What Love Can Be    |
| ۱۹۸۸       | Living Out of Touch |
| ۱۹۸۸       | Get it On           |
| ۱۹۸۹       | Who Do You Love     |
| ۱۹۸۹       | Do you Like It      |
| ۱۹۸۹       | Overrated           |